# 克拉斯諾里奇卡 (烏克蘭)
50°36′12″N 28°35′25″E / 50.60333°N 28.59028°E
'克拉斯諾里奇卡（烏克蘭語：Краснорічка），是烏克蘭北部的村莊，隸屬日托米爾州的日托米爾區。該村面積4.6平方公里，2001年人口38，人口密度每平方公里8.3人。